# Giorgio Laveri
Giorgio Laveri (Savona, 3 marzo 1954) è un pittore, scultore, sceneggiatore, regista e attore italiano figura predominante del movimento della Neo-pop e uno dei più influenti ceramisti del XXI secolo.

## Biografia
Nato a Savona, trascorre l'infanzia tra Roma e la città natale. Si avvicina in età giovanile al mondo del cinema. Inizia a lavorare presso Cinecittà al fianco di grandi maestri del cinema del calibro di Tonino Guerra. Negli anni settanta a Savona, inizia a traslare la sua esperienza cinematografica nel campo della sperimentazione artistica e delle plastiche. Inizia così il suo sodalizio con la scultura, con la ceramica e quindi con le vicine manifatture di Albisola. Nel 1975 frequenta la scuola di ceramica e dopo un periodo formativo inizia a muoversi nel variegato universo ceramico. L'artista si confronta con il complesso e radicato rapporto tra arte e tradizione, in particolare in Giuseppe Mazzotti Manifattura Ceramiche, nella fabbrica di ceramiche di Mario Pastorino, nello Studio Ernan Design di Albisola Superiore e alla fine degli anni novanta anche nella Fabbrica San Giorgio di Albissola Marina. 
Laveri elabora i cardini della sua poetica rapportandosi sia con la plurisecolare tradizione albisolese sia con le pregresse esperienze ceramiche di artisti come Asger Jorn, Wifredo Lam, Lucio Fontana, Roberto Crippa, Agenore Fabbri, Emilio Scanavino, Aligi Sassu, Karel Appel, Corneille, Constant, Pinot Gallizio e molti altri artisti che a partire dagli anni trenta del XX secolo crearono all'interno delle manifatture albisolesi alcuni tra i più importanti capolavori dell'arte contemporanea.

## Gli esordi (1972 - 1981)
Parallelamente ad una attività cinematografica e televisiva inizia una serie di esposizioni con opere pittoriche dedicate alle tematiche relative alla dittatura militare in Cile ed al tema dei desaparecidos. In questa fase è determinante l'incontro con il poeta Salvatore Passarella.
Inizia a frequentare l'ambiente milanese e lì dall'incontro con Nanni Svampa e Gianni Magni del gruppo I Gufi, pionieri della nuova corrente di teatro-cabaret, trae ispirazione per la sua prima pièce teatrale "CabareTTesti" nella quale ai testi da lui scritti si accompagnano le canzoni de I Gufi.
Nel 1974 partecipa con Nando Anerdi alla trasmissione televisiva "Il Mancasette" e negli anni successivi scrive per la compagnia teatrale "I Rosacroce", da lui fondata, altri spettacoli teatrali che vengono messi in scena in tutta Italia, tra cui "Nord e Sud uniti nella lotta", adattamento in collaborazione con lo scrittore Vincenzo Guerrazzi.
Nel 1978 scrive " La bella addormentata nel bosco" (teatro - cabaret) che porta in tournée in tutta Italia.
A Roma, dopo l'incontro con il giornalista Aldo Frollini, inizia a scrivere il progetto cinematografico "Scommessa di matrimonio", la pellicola viene presentata in anteprima nazionale alla fine del 1979 e vince il premio della critica per l'opera prima della rivista "Cinema in casa".
Negli anni seguenti scrive e dirige una serie di cortometraggi sperimentali e nel 1982 porta a compimento lo studio per una ceramica cinematografica. Fotogrammi di grandi film vengono impressi sull'argilla rievocando e fissando il momento cinematografico nella materia, nasce così "Cineceramica".

## Cineceramica (1982 - 1990)
A partire dagli anni ottanta collabora con la manifattura albisolese Fabbrica Casa Museo Giuseppe Mazzotti ed in particolare con lo Studio Ernan Design di Albisola Superiore dove crea numerose sculture ceramiche ispirate all'universo cinematografico e alle icone di Hollywood.
Apre il suo studio a Albisola Pozzo Garitta dove, in sei anni di attività, realizza numerose performance tra cui spicca la spettacolo su Fabrizio De André del 1984 con la lettura dei testi del cantautore genovese.
Sempre nel 1984 lo scultore savonese mette in atto una performance che prevede la spedizione via posta ordinaria di ventuno cartoline in ceramica regolarmente affrancate. Tutte le "opere cartolina" arrivano intatte ai destinatari. Una di queste opere viene spedita a Torido Mazzotti ed è attualmente inserita all'interno della Fabbrica Casa Museo Giuseppe Mazzotti.
Nel 1988 si apre il ciclo di mostre “Cineceramica”, le creazioni appartenenti a questo periodo sono dotate di una profonda carica ironica di stampo pop e portano l'artista savonese a presentarle in una serie di esposizioni che culmina nel 1989 con la mostra "Cineceramica" allestita alle isole Eolie, in occasione degli 80 anni della società di produzione cinematografica Titanus.
In occasione della premiazione dei film vincitori al Festival di Venezia le istantanee tratte dai grandi film compongono il programma espositivo che viene presentato a Milano in Galleria del Duomo nel 1989.
Alla fine degli anni ’80 l'artista savonese dà il via alla prima delle numerose sperimentazioni di Ceramica-Luce-Movimento. Tra queste è da rimarcare “Delitto in Cineceramica”, un'opera teatrale presentata in anteprima nazionale al Festival Teatrale di Borgio Verezzi. In questa capitale performance ibrida, attori e ceramica si fondono sul palcoscenico attraverso una coreografia luminosa.

## Le sperimentazioni e il ritorno al cinema (1991-2003)
Nel 1993 aderisce al gruppo francese Art Mobil a cui seguono una serie di eventi in Italia e Francia. Nello stesso anno inizia la stesura del I Manifesto della Ceramica Mediterranea in collaborazione con Patrick Moya e Veronique Champollion con cui partecipa ad una serie di eventi internazionali. 
Nel 1996 fonda con il Dipartimento di Salute Mentale di Genova, “Il Giardino del Mago” con il quale produce una nutritissima serie di lavori legati alla sperimentazione teatrale, cinematografica e pittorica tra cui "Princesa", "Pilota di guerra" ed "I dialoghi del dopo".
Nel 1997 presenta una nuova serie di lavori in ceramica nella sede della Banque National de Paris a Montecarlo (catalogo con testo critico di Milena Milani) e nel 1998 realizza due opere per il merchandise della mostra “Omaggio a Picasso” a Palazzo Grassi a Venezia. Nei tre anni successivi attiva una serie di sperimentazioni dove inserisce nuovi materiali (Cravatte di stoffa e ceramica giganti, cotture Raku e performances legate alla mediterraneità). Alla fine del 1999 saranno 24 gli eventi allestiti.
Nel 1999 la direzione della Fiera Internazionale Art Jonction di Nizza lo invita insieme all'artista francese Patrick Moya a preparare i trofei della settima edizione della fiera con il procedimento raku.
Nel 2000 partecipa alla mostra “Albisola-Nizza”, Museo D’Arte Contemporanea, Albissola Marina e Galerie Art 7, Nizza e al progetto “Méditerranée hic et nunc” Salon des Arts Contemporaine de Monaco, catalogo a cura di Frederic Altmann.
Nel 2001 tiene le mostre personali “Opere Recenti” presso la Galleria Merchionne, Loano, la Galleria Roberto Farinelli Rotta, Genova. Inoltre partecipa a “Mediterranean” Muse Gallery, Hong Kong catalogo a cura di Yiu Wah Leung; “L’art et l’Euro” collettiva internazionale, Caisse D’Epargne Francais, Nizza-Tolone-Parigi, catalogo a cura di Jean Morelle. Sempre nel 2001 AMT lo chiama a preparare il logo della campagna pubblicitaria "Cinebus".
Nello stesso anno scrive e gira il primo film della trilogia sul disagio dell'individuo "Pratozanino", liberamente tratto da Un anno con tredici lune di Rainer Werner Fassbinder.
Nel 2003 partecipa al progetto “Terzo Fuoco” con Marco Lodola e Vincenzo Marsiglia, Valente Artecontemporanea, Finale Ligure e Arte Fiera Bologna. Tiene la personale “Laveri’s Pictures” alla Muse Gallery e alla Galerie La Palette, Hong Kong, a cura di Yiu Wah Leung. Partecipa alla mostra pubblica “Albisola Futurista” Civica Galleria D’Arte Moderna di Gallarate e Complesso Monumentale del Priamar di Savona, con catalogo a cura di F. Buzio Negri. Allestisce le personali “Filmaker” a Saint Paul de Vence (Cannes) e ad Hong Kong a cura del Dipartimento della Cultura in Taiko Place.

## Il cinema, il gigantismo e il Manifesto della Ceramica Mediterranea (2004 - 2020)
Nel 2004 partecipa a “Il Finale Collezioni” Chiostri di Santa Caterina, Oratorio de’ Disciplinanti, Comune di Finale Ligure; “Il Marchesato ritrovato. Aleramo, un albero venti autori” presso il Teatro Aicardi di Finale Ligure. Nello stesso anno presenta la mostra personale “Truka” a Miart, Milano.
Nel 2005 presenta “Rouge-à-levres et Stylos plumes”, personale alla Galerie Ferrero, Nice e “Cinema e Ceramica”, personale a Taormina a cura della Galleria Gagliardi, in occasione del Festival del Cinema 2005.
Nello stesso anno organizza un convegno internazionale nell’ambito della manifestazione “La Via dell’Arte” sulla ricerca ceramica legata ai luoghi mediterranei. Lavora con Patrick Moya alla stesura definitiva del I Manifesto della Ceramica Mediterranea e subito dopo organizza in collaborazione con Guillaume Aral, direttore della Galerie Ferrero, una grande collettiva con gli altri artisti del Movimento Mediterraneo che si terrà nell’anno successivo al Palais de la Méditerranée di Nizza e alla Galleria Vintage in Spotorno (SV). Nello stesso anno partecipa a “St’Art 2005” Strasbourg con la Galleria Valente di Finale Ligure (SV).
Nel 2006 partecipa alla Rassegna “Un pugno di terra” nella storica Fornace Pasquinucci di Montelupo Fiorentino a cura di Stefano e Isabella Gagliardi. Nello stesso anno viene installato in una piazza di Seul in Corea del Sud, un gigantesco “Truka” in ceramica smaltata di tre metri, mentre in settembre viene inaugurata la grande mostra personale “Sala Giochi” alla Galleria Rossovermiglio di Padova.
Nel 2007 esce in anteprima nazionale alla UniTre di Roma il lavoro cinematografico “Metabar”, il secondo film della trilogia sul disagio dell'individuo, che verrà presentato in seguito in varie città italiane attraverso i circuiti D’Essai. Nel contempo partecipa con l’installazione “Virginia Wolf” a Miart e allestisce una grande sala della Villa Mazzotti a Chiari (BS) con ceramiche Mediterranee in “Chiari e Geniali” a cura di Ilaria Bignotti per la Galleria Colossi Arte Contemporanea (BS) mentre successivamente partecipa alle collettive “Ironika” presso Lifestyledesign in Brescia a cura di Denise Cozzi e “Serie Artisti e Galleristi” a cura di Lara e Rino Costa Arte Contemporanea Valenza (AL). A dicembre 2007 allestisce la personale “Man & Woman” alla galleria Insight in Roma e partecipa a “Start Miami” a cura di Design District - Miami.
Nello stesso anno la collezione VAF di Karlsruhe acquisisce l'opera "Virginia Wolf".
Il suo primo evento nel 2008 è l’installazione “Ceramica Cinematografica: 8½ di Federico Fellini” ad Arte Fiera Bologna con la galleria Valente Artecontemporanea. Subito dopo è a Lille dove presenta con la Galleria Dir’Arte una serie di opere dedicate allo Stile Italiano.
Ad ottobre dello stesso anno gira “Ho fatto un sogno”, l’ultimo film sulla trilogia dell’emarginazione dell’individuo nei laboratori di Pratozanino (Cogoleto) e presenta una grande scultura al Museo Renoir di Cagnes sur Mer, mentre a novembre presenta alcuni nuovi lavori a St’Art 2008 Strasburgo con la galleria Studiò di Milano e Dir’Arte di Modica (RG).
Nel 2009 allestisce la personale “Elegia del Quotidiano” alla Galleria Valente Arte Contemporanea, Finale Ligure (SV), “Made in Italy” alla Citriniti Arte contemporanea, Borgio Verezzi e prepara due grandi eventi legati al cinematografo. Il primo, dal titolo “Ciakceramica”, a Roma presso la Galleria C.A.O.S., mentre in settembre a Parigi presso la Galerie Le Studiolo ha inaugura “Laveri fait son cinèma”, una curiosa ricostruzione di una serie di oggetti cinematografici accompagnata da proiezioni di film che hanno fatto storia. Sempre nello stesso mese è presente in “Ceramica: Collezione Balestrini” presso l’omonima galleria in Albissola Marina e invitato alla mostra “My way”, Loft Gallery, Corigliano Calabro.
Il 2010 si apre con la pubblicazione della monografia “Giorgio Laveri. Scultura per gioco scultura per davvero”, Vanillaedizioni, presentata da Ilaria Bignotti in collaborazione con Colossi Arte contemporanea.
A marzo e aprile segue la mostra personale “Giorgio Laveri”, a cura di Anty Pansera, presso la galleria Terre d’Arte in Torino.
Nello stesso periodo lo show-room Spaziostrato in Milano in occasione del Salone del Mobile ospita la mostra personale “Giorgio Laveri Home Design” a cura di Maura Parodi.
In giugno viene invitato alla Biennale UMAM “Clairs-Obscurs” al Chateau-Musée Grimaldi di Cagnes sur Mer.
A luglio segue la mostra personale “Faites vos jeux” alla Galleria Ferrero, Nizza.
In settembre partecipa con la personale “Giorgio Laveri. Terre non convenzionali” alla 50ª Mostra della Ceramica, a cura di Vittorio Amedeo Sacco, Città di Castellamonte.
In novembre partecipa alla retrospettiva “La route de la céramique vue par trois artistes contemporains” alla Galleria Shimoni di Metz con Patrick Moya e Jacky Coville.
Nella primavera 2011 viene organizzata a Gallarate la grande mostra “Silent Movie” tratta dal film “Il Padrino” a cura di Paolo Mazzucchelli ed è invitato a fare parte della giuria del 57 Premio della Ceramica del MIC di Faenza. Partecipa a “Aix-en-Oeuvres” (Aix-en-Provence) invitato da l’attrice francese Andrea Ferreol.
È invitato a partecipare con una grande scultura ad una mostra collaterale della 54ª Biennale di Venezia.
Il 2012 lo vede vincitore di una Menzione Speciale per l’installazione “Una tira l’altra” a Bologna (opera acquisita dal Museo Fabbri di Bologna) con catalogo a cura di Alberto Agazzani. Nello stesso anno proietta in anteprima nazionale "Ho fatto un sogno", ultimo capitolo della trilogia sul disagio dell'individuo, al Cinema Apollo di Roma con la presentazione di Aldo Garzia e Fabrizio Gifuni.
Nel settembre dello stesso anno è allestita nel Museo Giardino Pacetti di Albisola “Mesdames et Messieurs”. A ottobre il Museo della Ceramica di Mondovì apre la grande esposizione “Giorgio Laveri - La Fabbrica dei Sogni” con catalogo edito da Silvana Editoriale.
Il 2013 si apre con la grande mostra di Isle sur la Sorgue alla Galerie Galea “Ceramique ou Porcelaine – Hommage au film Cartouche” e “Cougourdon d’Artistes” collettiva degli artisti della Galerie Ferrero-Nice. A dicembre partecipa con la personale “Giorgio Laveri Ceramics” alla fiera Internazionale di Miami con la Galleria MAC – Mazzucchelli Art Consulting di Milano. Nello stesso anno la "Fondation Datris pour la sculpture contemporaine" di Isle sur la Sorgue acquisisce l'opera "Truka Gold".
Nel 2014 l’opera “Chanukkiot” è inserita nel Museo dei Lumi della comunità ebraica di Casale Monferrato (AL).
A marzo gira a Lima (Perù) il film “Antes Sonaba” mentre la Galleria Palma Arte organizza due esposizioni delle sue ceramiche a Stoccolma e ad Amsterdam. Nasce la Performance “cilieGiotto” che viene presentata con enorme partecipazione nella città di Padova a cura di Michela e Giancarlo Zilio della Galleria Rossovermiglio. Le ciliegie giganti della serie “Una tira l’altra” attraversano le vie del centro storico “portate” dai cittadini che disegnano un grande lettera G nella piazza dello storico Caffè Pedrocchi. Il tutto in onore di Giotto e della città di Padova.
A ottobre è ospite della Società Umanitaria di Milano per la presentazione di Tessere, mostra antologica allestita per i suoi 42 anni di percorso artistico tra cinema, teatro, ceramiche, tele e performances. Scrive, per l’occasione, il lavoro teatrale « Tessere » che viene presentato in varie piazze italiane.
Alla fine dell’anno è invitato alla grande collettiva “La Ceramica che cambia. La scultura in Italia dal secondo dopoguerra” a cura di Claudia Casali al Museo Internazionale delle Ceramiche di Faenza, l’opera “il Megafono di Federico” è tuttora esposta nella collezione del XX secolo.
Il 2015 vede ancora protagonista l’opera “Una tira l’altra” con la performance “amArena”. La città di Verona è invasa dalle ceramiche che percorrono luoghi storici: dalle vie del centro storico al balcone di Giulietta Capuleti per terminare all’Arena.
La galleria Armanda Gori Arte organizza l’evento “Macroscope” nel suo spazio di Pietrasanta (LU) a cura di Leonardo Marchi e Luca Giovannelli. In settembre, alla Galleria Atrium di Lecce Giuseppe e Anna Terragno presentano “Messa a Fuoco” mentre una serie di opere recenti viene presentata a Miami a cura di MAC (Mazzucchelli Art Consulting). Nello stesso anno la Fondazione per l'Arte e Neuroscienze Francesco Sticchi di Maglie (LE) inserisce l'opera "Discorso da sviluppare" all'interno della loro collezione pubblica.
Nel 2016 la Nobile Contrada del Nicchio e l’Associazione Arte dei Vasai di Siena gli conferiscono il Premio alla Carriera.
Alla fine dell’anno esce la monografia “Della ceramica, del cinema e del teatro... e di Giorgio Laveri”, con la relativa mostra antologica allestita alla Fortezza del Priamar di Savona che presenta 45 anni del suo lavoro.
Sono dello stesso anno le riprese, con il Giardino del Mago, dell’ultimo film “Capolavori” e l’evento alla Galleria Canepaneri di Milano “Giocare con...”. 
Dal 7 luglio al 12 luglio è invitato dal Museo de la Memoria y Derechos Humanos di Santiago de Chile a presentare il Documento-Spettacolo “Quiero hablar sin Imposiciònes ni Limitaciònes” scritto nei due anni precedenti con il materiale audiovisivo concesso dalla Biblioteca Nacional della Repubblica Argentina, dall'Archivo National de Chile, dagli archivi dell'Espacio Memoria y Derechos Humanos - ex ESMA di Buenos Aires e del Museo de la Memoria y Derechos Humanos di Santiago de Chile. L'opera viene presentata a Buenos Aires nell’Espacio Memoria y Derechos Humanos - ex ESMA. Dopo due anni di rappresentazioni nei teatri argentini e in alcuni importanti spazi pubblici della città di Santiago del Cile tra cui Villa Grimaldi, Corporaciòn Parque por la Paz, Centro Cultural Laura Allende, YMCA-Santiago, l'opera viene acquisita dal Museo de la Memoria y Derechos Humanos di Santiago de Chile.
Una serie di opere recenti viene presentata alla fiera d’Arte Contemporanea di Padova a cura della Galleria Rossovermiglio.
Nel 2017 presso il Museo Historiale di Cassino viene presentato l’evento “Scrivere in tempo di guerra” presentato al Museo Historiale. Nello stesso anno il Museo della Ceramica di Savona inserisce nella sua collezione permanente l'opera "Truka Anemiko". La Galleria Civica Cavour di Padova gli dedica una grande esposizione a cura di Michela e Giancarlo Zilio dal titolo “Un caffè con...”. Bouillon d’Art di Bordeaux inserisce alcune ceramiche nella collettiva della Galleria e partecipa con un grande “Truka” alla collettiva di Beaulieu (FR) con la Galerie Ferrero di Nice.
Nello stesso anno la Galleria Santo Ficara di Firenze organizza la mostra “Il canto quotidiano”, con catalogo presentato da Claudia Casali. A San Marino lo Spazio Onofri presenta “Baci dallo Spazio”, a cura di Andrea Della Balda. Partecipa ad Art Verona con l’installazione “MollyWood”, con la Galleria Santo Ficara. A novembre del 2018 viene inaugurata la mostra "Giorgio Laveri - Fermo Immagine” presso il prestigioso Palazzo del Parco di Diano Marina (IM) a cura di Civiero Art Gallery e David Melis. Il mese seguente le sue opere sono esposte da MAC ad Art Miami e a New York nel quartiere di Chelsea al 520 West 28th Street nello Zaha Hadid Building, edificio progettato dall'architetto Zaha Hadid.
Nel 2019 riprende la collaborazione con la Galleria Lara & Rino Costa Arte Contemporanea attraverso l'esposizione “Ceramiche per tutti i giorni” segue la mostra “Blow-up” organizzata dalla Galleria Bonioni Arte di Reggio Emilia. Il 2019 si chiude con le esposizioni “Game is not over” presso il Castello Baronale di Minturno (LT) a cura di CristianoArtGallery e ”Fair Play” esposizione organizzata da RossovermiglioArte presso ArtePadova 2019 a cura di David Melis.
Nel 2020 inizia il ciclo di eventi denominato #HASHTAG che viene curato e  presentato in anteprima mondiale nel mese di marzo con la performance #UNO nello spazio museale Usina de Arte di Buenos Aires.
In sintesi dai primi anni del nuovo millennio, esaurita l'esperienza di Cineceramica, Laveri rielabora il suo messaggio passando al cosiddetto periodo gigantista. Oggetti comuni vengono rielaborati in chiave artistica sproporzionando la loro reale dimensione. Questa nuova fase della sua esperienza creativa segna contemporaneamente la definitiva affermazione nel panorama artistico italiano ed internazionale. Con il grande successo di pubblico che ebbero opere come Truka e Una tira l'altra, la produzione ceramica di Giorgio Laveri arrivò anche in Europa, grazie alla collaborazione con la galleria di Jean Ferrero a Nizza, e negli anni successivi anche negli USA e ad Art Miami grazie a MAC, senza dimenticare le capitali performance del Ciliegiotto a Padova e dell'AmArena a Verona. Nel corso del secondo decennio degli anni 2000 le sue opere vengono esposte a AAF London Battersea, Londra (UK), India Art Fair, Nuova Delhi (India), Art Karlsruhe (Germania), AAF New York (USA), AAF Amsterdam (Paesi Bassi), Art Madrid (Spagna), Open Art Fair Utrecht (Paesi Bassi), Art Lisboa, Lisbona (Portogallo), AAF Hong Kong (Cina), Art Jaén, Jaén (Spagna), Art Brussels (Belgio), Sp-Arte, Sao Paulo (Brasile).